# Shauna MacDonald
Shauna MacDonald (Antigonish, Nueva Escocia, 6 de octubre de 1970) es una actriz de cine y televisión, directora, y presentadora de radio canadiense.

## Vida y carrera
Se graduó en el Dr. John Hugh Gillis Regional High School en Antigonish y más tarde asistió a la McGill University de Montreal, graduándose en Estudios rusos y eslavos.
MacDonald ha aparecido en varias series de televisión canadiense, como Trailer Park Boys (como la Oficial Erica Miller), These Arms of Mine (como Claire Monroe), y This Hour Has 22 Minutes (como la presentadora de telediario sustituta), entre otros papeles. En 2003, protagonizó la miniserie Shattered City: The Halifax Explosion. También ha aparecido en un episodio de Reign.
Sin embargo, es más conocida por ser la antigua presentadora de CBC Radio One, un trabajo que tuvo desde el comienzo de Radio One en el verano de 2004. Con la identidad secreta de MacDonald, la voz fue rápidamente apodada como Promo Girl. MacDonald finalmente fue revelada por The Globe and Mail a principios de 2005. Los anuncios promocionales fueron hechos a partir del mayo de 2007 por Steve Fletcher.
En el verano de 1005, Radio One lanzó una serie semanal de "comedia-misterio" protagonizada por MacDonald, junto a otras personalidades de Radio One, titulada Promo Girl in The Mystery of... Se repetían segmentos cortos diseñados para destacar varios programas de CBC Radio y la próxima temporada de otoño varias veces cada día, con premios para los oyentes que correctamente resolviesen las pistas o misterios. La serie no fue completada debido a un cierre patronal de los empleados de CBC que comenzó a finales del verano.
MacDonald también interpretó a Tara en Saw VI,  y retomó el papel en Saw 3D.
En 2013, MacDonald y Kate Johnston coescribieron y codirigieron la película Tru Love, en la cual MacDonald también aparecía.

## Filmografía

### Cine
| Año  | Título                                     | Papel             | Notas        |
| ---- | ------------------------------------------ | ----------------- | ------------ |
| 1997 | Someone to Love                            | Exnovia           | Cortometraje |
| 1998 | Jack & Jill                                | Jill              |              |
| 1998 | Apocalypse: Caught in the Eye of the Storm | Kerry             | Vídeo        |
| 2002 | Time of the Wolf                           | Anna MacKenzie    |              |
| 2002 | Undercover Brother                         | Wendy Marshall    |              |
| 2003 | Spinning Boris                             | Lisa              |              |
| 2004 | En busca de un milagro                     | Emma Walker       |              |
| 2004 | The Porcelain Pussy                        | Velma             | Cortometraje |
| 2005 | Love Is Work                               | Celia             |              |
| 2007 | The Mad                                    | Monica Tepper     |              |
| 2007 | Breakfast with Scot                        | Joan              |              |
| 2008 | Production Office                          | Jane              |              |
| 2008 | Loving Loretta                             | Lily              | Cortometraje |
| 2008 | Toronto Stories                            | Lowry             |              |
| 2009 | At Home by Myself... with You              | Erin              |              |
| 2009 | Saw VI                                     | Tara Abbott       |              |
| 2009 | Doppelganger                               | Lenny 'The Weasel | Cortometraje |
| 2010 | Ninety-One                                 | Simone            | Cortometraje |
| 2010 | Love Letter from an Open Grave             | Mona              | Cortometraje |
| 2010 | Saw 3D: The Final Chapter                  | Tara Abbott       |              |
| 2012 | Seven Years                                | Sandra            | Cortometraje |
| 2012 | Moving Day                                 | Brenda            |              |
| 2012 | Attachments                                | Davina            | Cortometraje |
| 2013 | Tru Love                                   | Tru               |              |
| 2014 | Siren                                      | Impatient Woman   | Cortometraje |

### Televisión
| Año       | Título                                | Papel                | Notas                                     |
| --------- | ------------------------------------- | -------------------- | ----------------------------------------- |
| 1997      | Diabolik                              | Naomi                | "Panther Uncaged"                         |
| 1998      | Earth: Final Conflict                 | Katya Petrenko       | "If You Could Read My Mind"               |
| 1999      | Mythic Warriors                       | Lachesis (voz)       | "Damon and Pythias"                       |
| 1999      | Tales from the Cryptkeeper            | Mamá (voz)           | "Monsters Ate My Homework"                |
| 1999-2001 | These Arms of Mine                    | Claire Monroe        | 12 episodios                              |
| 2003      | Shattered City: The Halifax Explosion | Dr. Barbara Paxton   | Película para TV                          |
| 2003-2004 | Trailer Park Boys                     | Oficial Erica Miller | Papel recurrente                          |
| 2003-2005 | The Blobheads                         | Kiki Barnes          | 24 episodios                              |
| 2004      | The Newsroom                          | Yvonne               | "One of Us"                               |
| 2004      | While I Was Gone                      | Det. Geary           | Película para TV                          |
| 2004      | Kevin Hill                            | Dana Goyer           | "Snack Daddy"                             |
| 2005      | This Is Wonderland                    | Jen Brooks           | "2.8"                                     |
| 2005      | Riding the Bus with My Sister         | Nona                 | Película para TV                          |
| 2006      | Regénesis                             | Heather Michelle     | "Dim & Dimmer"                            |
| 2006      | Puppets Who Kill                      | Ophelia McCoy        | "A Few Feuds"                             |
| 2006      | Angela's Eyes                         | Erika Bell           | "Eyes for Windows"                        |
| 2006      | Sons of Butcher                       | Tammi (voz)          | "Handlin' the Bike"                       |
| 2006-2007 | Jeff Ltd.                             | Dorota               | Papel recurrente                          |
| 2007      | Friends and Heroes                    | Various (voz)        | Papel recurrente                          |
| 2007      | The Best Years                        | Mary Hawke           | "Mommie Dearest"                          |
| 2008      | Life with Derek                       | Olga                 | "Driving Lessons"                         |
| 2008      | Flashpoint                            | Ruth Skellar         | "Who's George?"                           |
| 2008      | Paradise Falls                        | Grace Coleman        | Papel recurrente                          |
| 2008      | Testees                               | Amy                  | "Gas Pills", "Uber-Glued", "Project X"    |
| 2009      | The Listener                          | Margaret             | "Lisa Says"                               |
| 2009      | Aaron Stone                           | Amanda Landers       | Papel recurrente                          |
| 2009      | Being Erica                           | Marjorie             | "Papa Can You Hear Me?"                   |
| 2009-2011 | Teens al poder                        | Alana Richards       | Papel recurrente                          |
| 2010      | Being Erica                           | Marjorie             | "Physician, Heal Thyself"                 |
| 2010      | Republic of Doyle                     | Charlotte            | "The Return of the Grievous Angel"        |
| 2010      | Turn the Beat Around                  | Cynthia              | Película para TV                          |
| 2010      | Harriet the Spy: Blog Wars            | Violetta             | Película para TV                          |
| 2010      | Warehouse 13                          | Sutton Harris        | "Age Before Beauty"                       |
| 2010      | Lost Girl                             | Dean Peretti         | "Oh Kappa, My Kappa"                      |
| 2010      | The Dating Guy                        | Nautica 5000 (voz)   | "20,000 VJ's Under the Sea"               |
| 2011      | The Kennedys                          | Janet Auchincloss    | Miniserie                                 |
| 2011      | Salem Falls                           | Carol                | Película para TV                          |
| 2011      | Covert Affairs                        | Emma                 | "What's the Frequency, Kenneth?"          |
| 2012      | Murdoch Mysteries                     | Sra. Billings        | "Murdoch of the Klondike"                 |
| 2012      | Degrassi: The Next Generation         | Sra. Novak           | "Got Your Money: Parts 1 & 2"             |
| 2013      | Cracked                               | Dr. Vanessa Currie   | "What We Can't See", "The Light in Black" |
| 2013      | Waterloo Road                         | Yvonne Hegarty       | "Love Hurts"                              |
| 2013      | Hard Rock Medical                     | Pippa                | "Love, Labour, Loss"                      |
| 2013      | Saving Hope                           | Sheila Burke         | "Defense"                                 |
| 2013      | Rookie Blue                           | Audrey Harding       | "Friday the 13th"                         |
| 2013      | Twelve Trees of Christmas             | Better Greven        | Película para TV                          |
| 2013      | Kid's Town                            | Sue Redshaw          | "Your File", "Reason to Stay"             |
| 2014      | Remedy                                | Det. Parker          | "Bad Blood"                               |
| 2014      | Reign                                 | Cortenza             | "Higher Ground"                           |
| 2014      | Degrassi: The Next Generation         | Sra. Novak           | "My Hero"                                 |
| 2014      | Hemlock Grove                         | Dr. Galina           | Papel recurrente                          |
| 2014      | The Divide                            | Karen Woods          | "I Can't Go Back"                         |
| 2014      | Midnight Masquerade                   | Helen                | Película para TV                          |
| 2015      | Bitten                                | Lily Bevelaqua       | "Bad Dreams"                              |